# موت‌نفرت
| X1 | G15 | nfr | f&r&t |

| X1 | G15 | nfr | f&r&t |

موت‌نُفرت (معنای‌تحت‌اللفطی: «موت زیباست») یک ملکه در طول سلسله هجدهم مصر بود. او همسر دوم تحوتموس یکم و مادر جانشین او تحوتموس دوم بود. با این حال، همسر اصلی تحوتموس یکم، خواهرش ملکه احمس، مادر حتشپسوت بود.
بر اساس لقبی که به او داده‌اند (دختر پادشاه)، او احتمالاً دختر احمس یکم و خواهر آمنحتپ یکم بوده است که با جانشین دومی تحوتموس یکم ازدواج کرد. این احتمال وجود دارد که او همچنین مادر پسران دیگر تحوتموس یکم یعنی آمنموس و وَجموس باشد.
با این حال، فقدان عنوان دختر پادشاه در میان القاب ملکه احمس به این معناست که نشان می‌دهد او دختر پادشاه قبلی نبوده است و برتری او را مدیون خواهر بودن (همانطور که از عنوان او خواهر پادشاه نشان می‌دهد) پادشاه جدید تحوتموس یکم  که خود پسر والدین غیر سلطنتی است، می‌باشد.
تصویر موت‌نُفرت توسط نوه او تحوتموس سوم در معبد دیر البحری به تصویر کشیده شد. این تصویر روی سنگ یادبود واقع در معبد رامسسیوم است. این نشان می دهد که موت‌نُفرت در زمان سلطنت پسرش هنوز زنده بوده است.